# 北京马蹄蛛
北京马蹄蛛（学名：Pritha beijingensis）为管网蛛科马蹄蛛属的动物。其种加词“beijingensis”意为“北京的”。在中国大陆，分布于北京等地，常见于古建筑物的墙沿、窗楞或缝隙间。该物种的模式产地在北京。